# José María Álvarez-Pallete
José María Álvarez-Pallete López (Madrid, 12 de diciembre de 1963) es un economista y empresario español, fue presidente ejecutivo de Telefónica S.A. desde el 8 de abril de 2016 hasta el 18 de enero de 2025. Desde el 31 de enero de 2022 ocupa la presidencia de la GSMA.

## Biografía
José María Álvarez-Pallete es licenciado en Ciencias Económicas por la  Universidad Complutense de Madrid, estudió igualmente Ciencias Económicas en la Universidad Libre de Bruselas y cuenta con un International Management Program por el Instituto Panamericano de Alta Dirección de Empresa (IPADE). Obtuvo además un DEA por la Cátedra de Economía Financiera y Contabilidad de la Universidad Complutense de Madrid.
Está casado y tiene tres hijos.

## Trayectoria profesional
José María Álvarez-Pallete comenzó su actividad profesional en Arthur Young Auditores en 1987, antes de incorporarse a Benito & Monjardín/Kidder, Peabody & Co. en 1988. En el año 1995 ingresó en Cemex España como responsable del departamento de Relaciones con Inversores y Estudios.
En 1996 fue nombrado Director Financiero para España de esta compañía, y en 1998 director general de Administración y Finanzas del Grupo Cemex en Indonesia y miembro del Consejo de Administración de Cemex Asia.
En febrero de 1999, se incorporó al Grupo Telefónica como director general de finanzas de Telefónica Internacional S.A., y en septiembre de ese mismo año pasó a ocupar el cargo de director general de Finanzas Corporativas en Telefónica S.A.
En julio de 2002, fue nombrado Presidente Ejecutivo de Telefónica Internacional S.A.; en julio de 2006, director general de Telefónica Latinoamérica; y en marzo de 2009, presidente de Telefónica Latinoamérica; En septiembre de 2011, pasó a ocupar el cargo de presidente ejecutivo de Telefónica Europa; y creó Wayra, una  aceleradora de startups en América Latina y España.
Desde el 17 de septiembre de 2012, es Consejero Delegado de Telefónica S.A. y miembro del Consejo de Administración de Telefónica S.A., cargo que ocupa desde julio de 2006. Es igualmente miembro del Comité Ejecutivo de Telefónica.
El 29 de marzo de 2016, César Alierta dejó el puesto de presidente ejecutivo de Telefónica S.A. y en un relevo ordenado nombró a José María Álvarez-Pallete como su sucesor, quien ocupó el puesto el 8 de abril de 2016. Se convirtió en el primer presidente en la historia de Telefónica que no venía de fuera y que ascendió desde el interior de la compañía.
Desde marzo de 2019 es miembro del Consejo Asesor de SEAT, S.A.
El 31 de enero de 2022, fue nombrado presidente de la Asociación GSM (GSMA) sucediendo al presidente de Orange, Stéphane Richard.
En febrero de 2022 José María Álvarez-Pallete asume la presidencia de la Fundación Telefónica en sustitución de César Alierta.
En noviembre de 2022 fue reelegido como presidente de la GSMA y ocupará el cargo hasta finales de 2024.
En junio de 2023, Álvarez Pallete asume la presidencia del consejo de Virgin Media O2, la filial británica de Telefónica. Sucede así al CEO de Liberty Global, Mike Fries, quien ha ocupado el asiento durante los dos primeros años de la empresa.
En octubre de 2023 plantea a los sindicatos un plan con hasta 5.000 salidas incentivadas en España. El objetivo real de la compañía pasa por recortar entre 2.500 y 3.000 puestos de trabajo en su filial española.
En noviembre de 2024 es reelegido presidente de la GSMA y ocupará este cargo hasta diciembre de 2026.
En enero de 2025, Telefónica comunicó "la renovación ordenada de la presidencia de la Sociedad, para adecuarla a su nueva estructura accionarial", indicando que Marc Murtra es quien le ha reemplazado como presidente de la compañía de telecomunicaciones.

## Premios y honores
- En 2001, fue galardonado con el premio “CFO Europe Best Practices” en el apartado Mergers & Acquisitions 2000 por la revista CFO Europe Magazine.[19]
- En 2003 fue nombrado Miembro de Mérito del Foro Iberoamericano de la Fundación Carlos III.[20]
- En julio de 2007, premiado con el máster de Oro del Fórum de Alta Dirección.[21]
- En 2011, recibió el Premio a la Personalidad Económica del Año por parte del diario “el Economista”.[22]
- En 2013 la Asociación de Ingenieros Técnicos de Telecomunicación le concedió el Premio a la Excelencia de ese año por su contribución al desarrollo de las telecomunicaciones.[23]
- En 2014, José María Álvarez-Pallete recibió la Medalla Sorolla de la Hispanic Society of America y fue reconocido como “Innovative Corporate Leader of the Year” por parte de la revista Latin Trade.[24]
- En 2014, la revista norteamericana Fast Company le reconoció entre los Most Creative People 2014.[25]
- En 2016, el Consejo Superior de Deportes le concedió el ingreso en la Real Orden del Mérito Deportivo en la categoría de Medalla de Bronce.[26]
- En 2017, la revista Forbes reconoció a José María Álvarez-Pallete como el mejor CEO de las empresas que cotizaron en España en 2016.[27]
- En 2019, recibió el premio "Directivo del Año" en la categoría de Gran Empresa por la Asociación Española de Directivos.[28]
- En 2019, recibió el premio "Directivo del Año" en la a segunda edición de sus premios a la excelencia económica, social y empresarial por El diario económico digital Merca2.[29]
- En noviembre de 2019, recibió el premio al Líder Empresarial del Año (Business Leader of the Year), que otorga la Cámara de Comercio España-Estados Unidos, en reconocimiento a su visión y liderazgo al frente de la compañía.[30]
- En mayo de 2020 recibió el premio Ecofin al "Financiero del Año 2020", siendo el primer ejecutivo de un sector no financiero en obtener esta distinción. Desde Ecofin destacan su buena labor empresarial y su apuesta por la digitalización.[31]
- En 2020, la Asociación de Marketing de España le nombró “Líder Empresarial Impulsor del Marketing”.[32]
- En enero de 2022, recibió el premio a "Mejor Empresario del Año" de Actualidad Económica, suplemento económico de El Mundo.[33]
- En 2023, fue nombrado doctor honoris causa por la Universidad CEU San Pablo.[34]
- En octubre de 2023, José María Álvarez-Pallete recoge el Premio León de El Español a la Gestión Empresarial 2023. [35]
- En junio de 2024, fue galardonado con la medalla de oro de la Americas Society por su visión estratégica y su apuesta permanente por la innovación. [36]